# 227
Évszázadok: 2. század – 3. század – 4. század
Évtizedek: 170-es évek – 180-as évek – 190-es évek – 200-as évek – 210-es évek – 220-as évek – 230-as évek – 240-es évek – 250-es évek – 260-as évek – 270-es évek
Évek: 222 – 223 – 224 – 225 –  226 – 227 – 228 – 229 – 230 – 231 – 232

## Események

### Római Birodalom
- Marcus Nummius Senecio Albinust és Marcus Laelius Fulvius Maximus Aemilianust választják consulnak.
- Severus Alexander császár felesége, Sallustia Orbiana augusta címet kap. Ez kiváltja a császár anyjának, Iulia Avita Mamaeának féltékenységét, aki eddig egyedül viselte ezt a címet. Annyira durván és ellenségesen bánik menyével, hogy az az apjához menekül. Seius Sallustius a 19 éves császárhoz fordul, aki nem mer anyja ellen fellépni. Mamaea összeesküvéssel vádolja meg Sallustiust, akit kivégeznek, Sallustia Orbianát pedig - miután elválasztják férjétől és minden rangjától megfosztják - Észak-Afrikába száműzik.
- Severus Alexander helyreállíttatja Nero fürdőit.

### Kína
- Su Han állam kancellárja, Csu-ko Liang megkezdi első északi hadjáratát Vej ellen. Vej Hszincseng kerületében egy volt Su Han-i hadvezér felkelést indít, amelyet azonban a hatóságok gyorsan levernek.

### Korea
- Meghal Szanszang, Kogurjo királya. Utóda fia, Tongcshon.

## Születések
- Quintus Herennius Etruscus római császár, apja, Decius mellett rövid ideig társcsászár († 251)
- Remete Szent Pál († 341)

## Halálozások
- Szanszang, kogurjói király

## Fordítás
- Ez a szócikk részben vagy egészben  a(z)   227 című angol Wikipédia-szócikk ezen változatának fordításán alapul.  Az eredeti cikk szerkesztőit annak laptörténete sorolja fel. Ez a jelzés csupán a megfogalmazás eredetét és a szerzői jogokat jelzi, nem szolgál a cikkben szereplő információk forrásmegjelöléseként.